# مهمانی وحشی (فیلم ۱۹۷۵)
مهمانی وحشی (به انگلیسی: The Wild Party) فیلمی محصول سال ۱۹۷۵ و به کارگردانی جیمز آیووری است. در این فیلم بازیگرانی همچون جیمز کوکو، راکل ولش، پری کینگ، تیفانی بولینگ، رویال دانو، دیوید دوکس و میوز اسمال ایفای نقش کرده‌اند.